# Hieracium gudbrandii
Hieracium gudbrandii es una especie de planta con flor del género Hieracium, de la familia Asteraceae, orden Asterales.

## Distribución
Hieracium gudbrandii se distribuye por Islandia.

## Taxonomía
Fue descrita científicamente por Ósk.
Tratamiento taxonómico
La especie aparece registrada y publicada en Vísindafj. Íslend.